# とまとあき
とまと あき（1959年11月20日 - 、本名・河田明裕）は、日本の小説家・ライトノベル作家・脚本家・漫画原作者・音楽ディレクター。とまとあき名義の際には、妻の塚本裕美子と共同でクレジットされることが多い。戸的あきという表記もある。東京都立板橋高等学校卒業。

## 作品リスト

### 小説
- 絶体迫力デルパワーX（塚本裕美子と共著）
- 宇宙豪快ダイザッパー （塚本裕美子と共著）
- 悪の江ノ島大決戦 （塚本裕美子と共著）
- 問答無用のたからもの （塚本裕美子と共著）
- わたしの勇者様シリーズ （塚本裕美子と共著）
- 太陽超神サンライザー（塚本裕美子と共著）
- トルネコの大冒険 不思議のダンジョン （塚本裕美子と共著）
- 鋼鉄天使くるみ（塚本裕美子と共著）
- ぺこぺこ（塚本裕美子と共著）

### アニメーション
- デルパワーX 爆発みらくる元気!!
- 魔獣戦士ルナ・ヴァルガー

### ラジオドラマ
- 宇宙英雄物語
- 山田太郎ものがたり
- トラブルシューター・シェリフスターズSS
- トラブルシューター・シェリフスターズMS
- トリニティ・ブラッド

### CDドラマ
- CDシアター ドラゴンクエストシリーズ
- しあわせのかたち べるのの日記 恋のリミックスだお
- 鉄甲巨兵 SOME-LINE 護れ! 命のシーレーン（『吉岡平ワールド』より）

## ゆうきまさみとの関連
漫画家ゆうきまさみと親交があり、「究極超人あ〜る」や「機動警察パトレイバー」、「アッセンブル・インサート」などの、ゆうきまさみ原作のOVAなどの制作に多く関わっている。とまとあきがゆうきまさみと知り合ったのは、とまとあきが高校生、ゆうきまさみがまだ本格的な連載をしていなかった会社員の頃であり、江古田にある喫茶店「まんが画廊」で出会ったのがきっかけだという。そして、その際に楽しんでいた企画遊びがパトレイバーの元になった。その企画遊びメンバーには、後に西園寺まりいを演じる川村万梨阿もいた。
1996年のOVA「鉄腕バーディー」がきっかけとなって誕生した、ラジオ番組「ゆうきまさみ文化学院」のディレクターを担当し、OVA「鉄腕バーディー」のフィルムコミックに、その際の大変さを語っている。なお、1996年8月20日の中野ゼロホールにて行なわれた「ゆうきまさみ文化学院」の公開録音では司会を務めた。

## 究極超人あ〜るとの関連

### たわば先輩のモデル
とまとあきは、ゆうきまさみが週刊少年サンデーに連載していた「究極超人あ〜る」に登場する、光画部OB・たわば先輩のモデルになった人物である。作品中でたわば先輩のフルネームは明かされないが、単行本第2巻に収録されている「ファッショナブルRの巻」において、イニシャルが「A.TAWABA」であることが判明した。このことから、Aはとまとあきの本名である明裕に由来するのではないかとみられている。
あ〜るはゆうきまさみにとって初の週刊連載作品であり、なかなか内容が決まらなかったため、とまとあきが成原のようなアンドロイドを登場させたらどうかというアドバイスをおくっている。成原（成増原人の略称）とはとまとあきの後輩であり、主人公であるR・田中一郎のモデルとなった人物である。舞台となる春風高校光画部も、とまとあきが在籍していた都立板橋高校光画部がモデルとなっている。

### イメージアルバムとの関わり
自身も制作に関わった同作品のイメージアルバムに収録されているCDドラマでは、たわば先輩の声を担当し、主人公との絡みもある。そして、イメージソングである「光画部ユンタ」と「コウガマン・ユンタ」を歌っており、川村万梨阿が歌う「鉄の円舞曲」の作詞を担当している。なお、あ〜る関連のイメージアルバムやサウンドトラックの解説書では、司会という立場で登場し、ゆうきまさみや山本正之、田中公平のインタビューの進行役を務めている。
既述したワーナー・パイオニアのCDドラマや、1991年のOVA「究極超人あ〜る」にも音楽ディレクターとして関わっており、同作品との関わりが非常に深い。同作品のイメージアルバム制作の様子を収録したビデオ「究極超人あ〜る ライブ・イン・ぱらだいす」では作者のゆうきまさみと共に、イメージソングを歌う笠原弘子を見つめていたり、イメージソング作りを依頼した山本正之との絡みがあるなど、コミカルな演技をするとまとあきをみることができる。